# Dunblanemassakern
Dunblanemassakern är den värsta attacken på barn i Storbritanniens historia, räknat i antalet döda. Den 13 mars 1996 tog sig en psykiskt sjuk, beväpnad man, den 43-årige Thomas Hamilton, in på en grundskola i Dunblane, Skottland och mördade 16 barn och en lärare innan han begick självmord.